# براندي كلارك
براندي لين كلارك (بالإنجليزية: Brandy Clark)‏ هي مغنية كنتري أمريكية ومؤلفة أغاني. تم تسجيل أغانيها من قبل شيريل كرو و‌ميراندا لامبيرت و‌ريبا ماكنتاير و‌ليان رايمز و‌ كيسي موسقريف.

## النشأة
نشأت براندي في مورتون (واشنطن) مدينة صغيرة بجانب جبل سانت هيلين، أثناء طفولتها في عقد الثمانينات، تأثرت براندي بفناني أغاني البوب كنتري مثل باتسي كلاين حيث تقول أنها أحد الفنانات التي تأثرت بهم.
تعلمت على الإيتار في سنة التاسعة، وبدأت الغناء في المسرحيات المدرسية، شجعتها أمها على كتابة الأغاني. تركت براندي الغناء في المرحلة الثانوية وركزت على الرياضة، وحصلت على منحة دراسية في جامعة واشنطن بسبب لعبها كرة السلة. في عام 1998 انتقلت لناشفيل لملاحقة الموسيقى ودرست هناك الموسيقى التجارية.

## السيرة الفنية
في عام 2011 قامت براندي بالتعاون مع شين مك أنالي بكتابة أغنية «ماما بروكين هارت»، وغنتها ميراندا لامبيرت في ألبومها «فور ذا ريكورد». صدرت الأغنية في 14 يناير 2013، ووصلت للمركز الثاني في جدول أفضل أغاني الكنتري. قامت بافتتاح العرض في حفل الغرامي سنة 2012 خلف الفنانة شيريل كرو.

## روابط خارجية
- الموقع الرسمي
- براندي كلارك على موقع ميوزك برينز (الإنجليزية)
- براندي كلارك على موقع رولينغ ستون (الإنجليزية)
- براندي كلارك على موقع أول ميوزيك (الإنجليزية)
- براندي كلارك على موقع ديسكوغز (الإنجليزية)